# Bulmarket
Bulmarket DM EOOD (bulgarisch Булмаркет ДМ ЕООД) ist ein 1996 gegründetes Unternehmen, dessen Hauptgeschäft sich auf die Lieferung, Produktion, Lagerung und den Großhandel von Flüssiggas (LPG und LNG) und Biodiesel, Hafentätigkeit und Handel mit landwirtschaftlichen Produkten bezieht und das vom bulgarischen Geschäftsmann Stanko Stankow kontrolliert wird. Der Firmensitz ist Russe in Bulgarien.
In über ein Dutzend Tochtergesellschaften arbeiten ein Tausend Mitarbeiter.

## Biodiesel
Die Astra Bioplant hat seit 2006 an der Grenze zu Rumänien eine Anlage zur Herstellung von Biodiesel. Die jährliche Kapazität liegt bei 60.000 Tonnen. Ausgangsstoffe sind Sonnenblumenöl, Sojaöl und Rapsöl.

## Hafenbetrieb
Port Bulmarket EAD betreibt den größten privaten Hafen in Bulgarien am Kilometer 484 der Donau. In Rumänien ist die Gas Terminal Giurgiu SRL aktiv.

## Straßengüterverkehr
In der Flotte der Bulmarket Avtotransport befinden sich Lkw mit Flüssigerdgas-Antrieb.

## Schienengüterverkehr

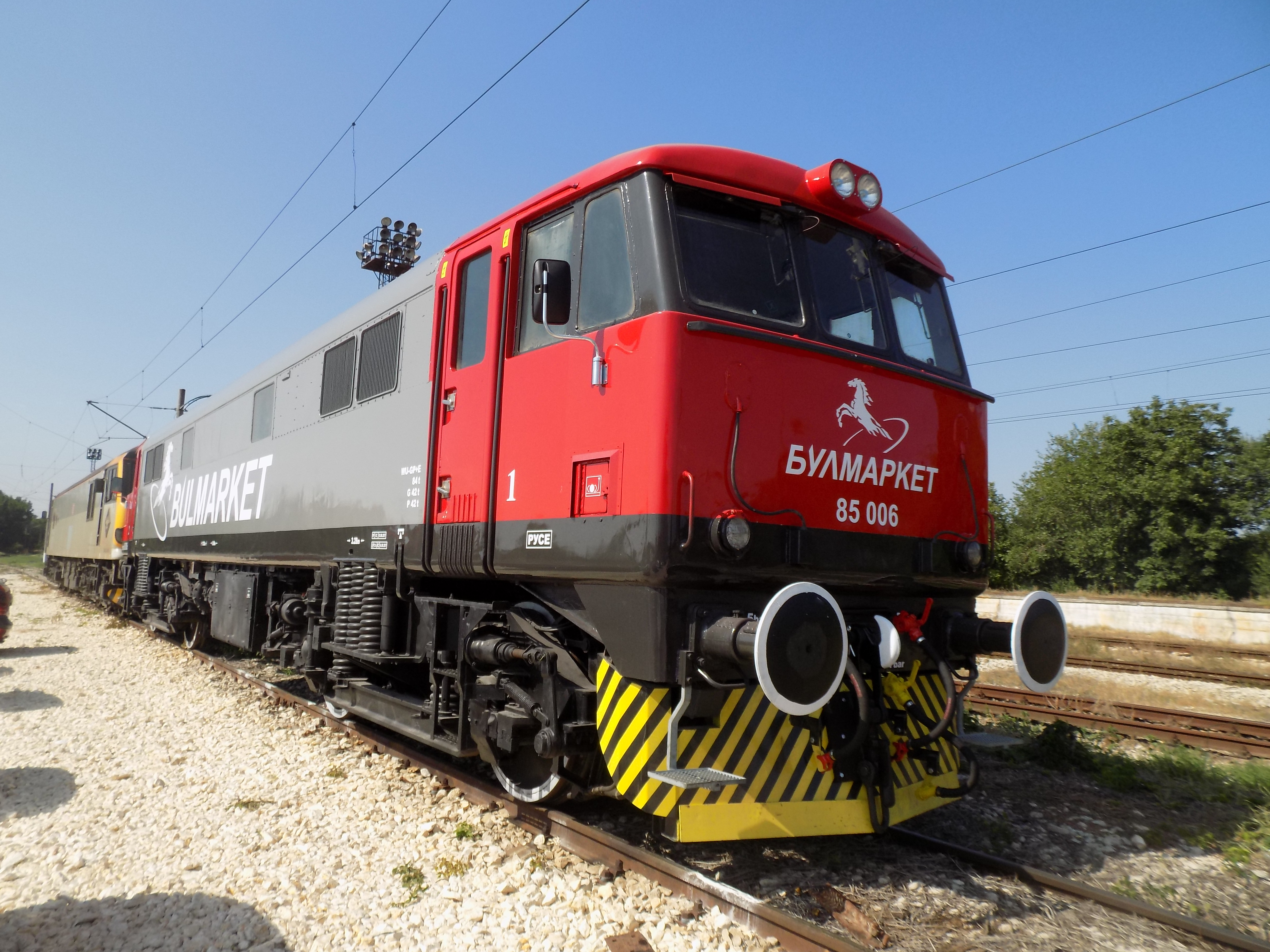
Lok der Baureihe 85

Bulmarket Rail Cargo EOOD ist ein in Bulgarien Eisenbahnverkehrsunternehmen im Schienengüterverkehr. Die Flotte besteht aus Elektrolokomotiven der Baureihen 80, 85, 86 und 87, Diesellokomotiven der Baureihen 52, 55 und MDD und Güterwagen der Bauarten Zacs, Eaos und Uagps.
Die Fahrzeughalterkennzeichnung ist BMDM.
In Rumänien ist Bulmarket mit 65 % an United Railways SRL in Giurgiu beteiligt und beabsichtigt, die Vest Trans Rail in Ploiești zu übernehmen. Global Neologistics doo ist ein serbisches Tochterunternehmen.